# Karanganyar (Karanganyar, Karanganyar)
Karanganyar is een bestuurslaag in het regentschap Karanganyar van de provincie Midden-Java, Indonesië. Karanganyar telt 4315 inwoners (volkstelling 2010).